# Дубравка (Львовская область)
Дубравка (укр. Дубравка) — село в Журавновской поселковой общине Стрыйского района Львовской области Украины.
Население по переписи 2001 года составляло 439 человек. Занимает площадь 1,28 км². Почтовый индекс — 81798. Телефонный код — 3239.